# Шириничи
Шириничи — деревня в Алёховщинском сельском поселении Лодейнопольского района Ленинградской области.

## История
ШИРИНИЧИ — усадьба близ реки Ояти при озере Ширинском, число дворов — 2, число жителей: 2 м. п., 2 ж. п.,

ШИРИНИЧИ — деревня близ реки Ояти при озере Ширинском, число дворов — 15, число жителей: 36 м. п., 46 ж. п., часовня православная. (1879 год)

ШИРИНИЧИ — деревня на реке Ояти, население крестьянское: домов — 21, семей — 19, мужчин — 60, женщин — 42, всего — 102; некрестьянское: нет; лошадей — 15, коров — 24, прочего — 33 . (1905 год)

В конце XIX — начале XX века деревня административно относилась к Заостровской волости 1-го стана Лодейнопольского уезда Олонецкой губернии.
С 1917 по 1922 год деревня входила в состав Шаньгинского сельсовета Заостровской волости Лодейнопольского уезда Олонецкой губернии.
С 1922 года в составе Ленинградской губернии.
С февраля 1927 года в составе Луначарской волости. С августа 1927 года в составе Илюченского сельсовета Лодейнопольского района. В 1927 году население деревни составляло 211 человек.
Согласно карте Ленинградской области Северо-западного аэрогеодезического треста ГГУ издания 1932 года деревня насчитывала 23 крестьянских двора.
По данным 1933 года деревня Шириничи входила в состав Имоченского сельсовета Лодейнопольского района.

Деревня Шириничи на карте РККА 1940 года

Согласно топографической карте РККА 1940 года в деревне находилась часовня.
В 1958 году население деревни составляло 54 человека.
По данным 1966, 1973 и 1990 годов деревня Шириничи также входила в состав Имоченского сельсовета.
В 1997 году в деревне Шириничи Имоченской волости проживали 4 человека, в 2002 году — 3 человека (все русские).
В 2007 году в деревне Шириничи Алёховщинского СП также проживали 4 человека, в 2010 году постоянного населения не было, в 2014 году — проживали 2 человека.

## География
Деревня расположена в западной части района на правом берегу реки Оять к северу от автодороги 41К-016 (Станция Оять — Плотично).
Расстояние до административного центра поселения — 27 км.
Расстояние до железнодорожной станции Лодейное Поле — 39 км.

## Демография
| 1879 | 1905 | 1927 | 1958 | 1997 | 2007 | 2010 |
| ---- | ---- | ---- | ---- | ---- | ---- | ---- |
| 86   | ↗102 | ↗211 | ↘54  | ↘4   | →4   | ↘0   |
| 2014 | 2015 | 2016 | 2017 |      |      |      |
| ↗2   | ↘1   | ↗3   | ↘2   |      |      |      |

### Национальный состав
Согласно данным Всероссийской переписи населения 2021 года в деревне проживали 2 человека, все русские.

## Инфраструктура
На 1 января 2014 года в деревне было зарегистрировано: хозяйств — 1, частных жилых домов — 17.
На 1 января 2015 года в деревне зарегистрировано: хозяйств — 1, жителей — 1.

## Улицы
тер. Пельчужен, тер. Шангиничи.